# Douvres-la-Délivrande
Douvres-la-Délivrande és un municipi francès situat al departament de Calvados i a la regió de Normandia. L'any 2007 tenia 4.884 habitants.

## Demografia

### Població
El 2007 la població de fet de Douvres-la-Délivrande era de 4.884 persones. Hi havia 1.802 famílies de les quals 412 eren unipersonals (184 homes vivint sols i 228 dones vivint soles), 555 parelles sense fills, 703 parelles amb fills i 132 famílies monoparentals amb fills.
La població ha evolucionat segons el següent gràfic:
Habitants censats

### Habitatges
El 2007 hi havia 1.968 habitatges, 1.849 eren l'habitatge principal de la família, 53 eren segones residències i 66 estaven desocupats. 1.498 eren cases i 465 eren apartaments. Dels 1.849 habitatges principals, 1.189 estaven ocupats pels seus propietaris, 625 estaven llogats i ocupats pels llogaters i 35 estaven cedits a títol gratuït; 46 tenien una cambra, 171 en tenien dues, 261 en tenien tres, 367 en tenien quatre i 1.004 en tenien cinc o més. 1.388 habitatges disposaven pel capbaix d'una plaça de pàrquing. A 781 habitatges hi havia un automòbil i a 911 n'hi havia dos o més.

### Piràmide de població
La piràmide de població per edats i sexe el 2009 era:
| Homes | Edats   | Dones |
| ----- | ------- | ----- |
| 0     | 95 o +  | 16    |
| 12    | 90 a 94 | 44    |
| 12    | 85 a 89 | 64    |
| 0     | 80 a 84 | 16    |
| 36    | 75 a 79 | 64    |
| 48    | 70 a 74 | 72    |
| 96    | 65 a 69 | 48    |
| 68    | 60 a 64 | 116   |
| 112   | 55 a 59 | 68    |
| 164   | 50 a 54 | 160   |
| 208   | 45 a 49 | 144   |
| 212   | 40 a 44 | 264   |
| 192   | 35 a 39 | 220   |
| 144   | 30 a 34 | 152   |
| 92    | 25 a 29 | 120   |
| 180   | 20 a 24 | 116   |
| 200   | 15 a 19 | 224   |
| 224   | 10 a 14 | 240   |
| 188   | 5 a 9   | 212   |
| 136   | 0 a 4   | 124   |

## Economia
El 2007 la població en edat de treballar era de 3.248 persones, 2.315 eren actives i 933 eren inactives. De les 2.315 persones actives 2.163 estaven ocupades (1.109 homes i 1.054 dones) i 152 estaven aturades (67 homes i 85 dones). De les 933 persones inactives 309 estaven jubilades, 427 estaven estudiant i 197 estaven classificades com a «altres inactius».

### Ingressos
El 2009 a Douvres-la-Délivrande hi havia 1.846 unitats fiscals que integraven 4.781,5 persones, la mediana anual d'ingressos fiscals per persona era de 21.674 €.

### Activitats econòmiques
Dels 288 establiments que hi havia el 2007, 6 eren d'empreses extractives, 7 d'empreses alimentàries, 2 d'empreses de fabricació de material elèctric, 1 d'una empresa de fabricació d'elements pel transport, 15 d'empreses de fabricació d'altres productes industrials, 45 d'empreses de construcció, 44 d'empreses de comerç i reparació d'automòbils, 12 d'empreses de transport, 14 d'empreses d'hostatgeria i restauració, 5 d'empreses d'informació i comunicació, 19 d'empreses financeres, 14 d'empreses immobiliàries, 49 d'empreses de serveis, 35 d'entitats de l'administració pública i 20 d'empreses classificades com a «altres activitats de serveis».
Dels 85 establiments de servei als particulars que hi havia el 2009, 1 era una oficina d'administració d'Hisenda pública, 1 gendarmeria, 1 oficina de correu, 8 oficines bancàries, 1 funerària, 5 tallers de reparació d'automòbils i de material agrícola, 2 tallers d'inspecció tècnica de vehicles, 2 autoescoles, 3 paletes, 3 guixaires pintors, 7 fusteries, 12 lampisteries, 7 electricistes, 3 empreses de construcció, 9 perruqueries, 1 veterinari, 7 restaurants, 6 agències immobiliàries, 3 tintoreries i 3 salons de bellesa.
Dels 22 establiments comercials que hi havia el 2009, 1 era, 1 un hipermercat, 1 un supermercat, 1 una gran superfície de material de bricolatge, 1 una botiga de més de 120 m², 4 fleques, 3 carnisseries, 1 una peixateria, 3 botigues de roba, 2 drogueries, 1 un drogueria i 3 floristeries.
L'any 2000 a Douvres-la-Délivrande hi havia 21 explotacions agrícoles que ocupaven un total de 768 hectàrees.

## Equipaments sanitaris i escolars
El 2009 hi havia 2 farmàcies i 1 ambulància.
El 2009 hi havia 2 escoles elementals. A Douvres-la-Délivrande hi havia 2 col·legis d'educació secundària, 2 liceus d'ensenyament general i 1 liceu tecnològic. Als col·legis d'educació secundària hi havia 1.350 alumnes, als liceus d'ensenyament general n'hi havia 356 i als liceus tecnològics 169.

## Poblacions més properes
El següent diagrama mostra les poblacions més properes.